# Muzzi Loffredo
Emma Muzzi Loffredo (Palermo, 5 febbraio 1941 – Roma, 7 settembre 2017) è stata una cantante, attrice e regista italiana.

## Biografia
Nata a Palermo, si trasferisce a Roma, dove lavorò come attrice cinematografica e televisiva, collaborando soprattutto con Francesco Rosi e Lina Wertmüller. Come cantante incide due album per le case discografiche It e Cinevox, Tu ti nni futti (1976) e Amore e magia nella cucina di mamma (1980) con Isa Danieli. Ha anche lavorato con gruppi di rock progressivo come i Pierrot Lunaire e nel 1986 compose la colonna sonora del film Die Walsche di Werner Masten.
Fu anche regista teatrale (Un giorno Lucifero...) e cinematografica, dirigendo un solo film nel 1983, Occhio nero occhio biondo occhio felino..., presentato alla Mostra internazionale d'arte cinematografica di Venezia, che ebbe limitata distribuzione l'anno seguente. È stata sposata con lo scrittore e giornalista Ruggero Guarini. Madre dell'attore Vincenzo Amato (insieme al quale compare nel suo ultimo film, Respiro diretto da Emanuele Crialese nel 2002) e dello scultore Giuseppe Amato.

## Discografia

### Album in studio
- 1976 – Tu ti nni futti
- 1980 – Amore e magia nella cucina di mamma

### Singoli
- 1977 – E io ca sugnu bedda/Tiritera di Bagheria

## Filmografia

### Regista
- Occhio nero occhio biondo occhio felino... (1983)

### Attrice
- I racconti della terra, regia di Carlo Quartucci (1977) – miniserie TV
- Cristo si è fermato a Eboli, regia di Francesco Rosi (1979)
- La Certosa di Parma, regia di Mauro Bolognini (1982) – miniserie TV
- Un complicato intrigo di donne, vicoli e delitti, regia di Lina Wertmüller (1986)
- Respiro, regia di Emanuele Crialese (2002)